# Línea 144 (Rosario)
Línea 144 fue una línea de transporte urbano de pasajeros de la ciudad de Rosario, Argentina. El servicio está actualmente operado por Rosario Bus bajo denominación de Línea 102N 144N.
Anteriormente el servicio de la línea 144 era prestado desde sus orígenes y bajo la denominación de línea 6 por Empresa Zona Sud S.R.L. (cambiando en 1986 su denominación a línea 144), luego U.T.E. Martín Fierro S.A., y finalmente Rosario Bus.

## Recorridos

### 144
Servicio diurno y nocturno.
|  |  | KBHFa |

|  |  | BHF |

|  |  | BHF |

|  |  | BHF |

|  |  | BHF |

|  |  | BHF |

|  | ARCH | BHF |  |

|  |  | BHF |

|  |  | STR |

|  |  | BHF |

|  |  | BHF |

|  |  | BHF |

|  |  | BHF |

|  |  | STR |

|  |  | BHF |

|  |  | BHF |

|  | STR+l | ABZgr |  |

|  | KBHFe | STR |  |

|  |  | BHF |

|  |  | BHF |

|  |  | BHF |

|  |  | KBHFe |